# Décès en 1255
Décès
- 1251
- 1252
- 1253
- 1254
- 1255
- 1256
- 1257
- 1258
- 1259

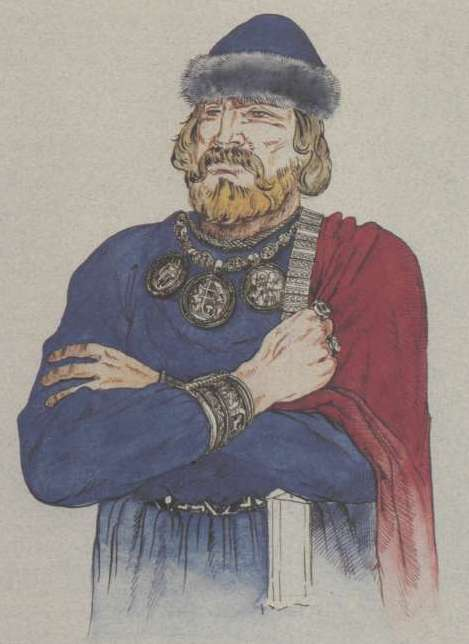
Batu, mort en 1255.

Cette page dresse une liste de personnalités mortes au cours de l'année 1255 :
- 20 avril : Catherine de Limbourg, régente du duché de Lorraine.
- 19 mars : Prince Masanari, prince de la famille impériale du Japon et poète du début de l'époque de Kamakura.
- 1er mai : Walter de Gray, archevêque d'York et Lord chancelier d'Angleterre.

- Alix de Montfort, comtesse de Bigorre.
- Batu, Khan de la Horde d'or, à Saraï, ou khanat de Kiptchak.
- Arnaud Cataneo, moine et abbé bénédictin, martyr en Italie.
- Sundjata Keïta, fondateur de l'empire du Mali, à Niani.
- Helene Pedersdatter de Strange, reine de Suède et de Finlande.
- Iziaslav IV de Kiev, grand-prince de Kiev.
- Jean Ier de Beaumont-Gâtinais, grand officier de la couronne de France.
- Geoffroy de Loudon, ou de Loudun, parfois appelé Geoffroy du Mans, évêque du Mans.

date incertaine (vers 1255)
- Frédéric II de Nuremberg, burgrave de Nuremberg (Frédéric II), puis comte de Zollern.

## Crédit d'auteurs
- Cet article est partiellement ou en totalité issu de l'article intitulé « 1255 » (voir la liste des auteurs).